# Ronde van Frankrijk 2020/Achtste etappe
De achtste etappe van de Ronde van Frankrijk 2020 werd verreden op 5 september met start in Cazères-sur-Garonne en finish in Loudenvielle. 
| Cazères-sur-Garonne – Loudenvielle (140,0 km) |                      |                          |          |
| Plaats                                        | Naam                 | Ploeg                    | Tijd     |
| 1                                             | Nans Peters          | AG2R La Mondiale         | 4u02'12" |
| 2                                             | Toms Skujiņš         | Trek-Segafredo           | + 47"    |
| 3                                             | Carlos Verona        | Movistar Team            | z.t.     |
| 4                                             | Ilnoer Zakarin       | CCC Team                 | + 1'09"  |
| 5                                             | Neilson Powless      | EF Education First       | + 1'41"  |
| 6                                             | Ben Hermans          | Israel Start-Up Nation   | + 3'42"  |
| 7                                             | Quentin Pacher       | B&B Hotels-Vital Concept | z.t.     |
| 8                                             | Søren Kragh Andersen | Team Sunweb              | + 4'04"  |
| 9                                             | Tadej Pogačar        | UAE Team Emirates        | + 6'00"  |
| 10                                            | Romain Bardet        | AG2R La Mondiale         | + 6'38"  |
|                                               |                      |                          |          |
| 22                                            | Bauke Mollema        | Trek-Segafredo           | + 7'18"  |

| Algemeen klassement |                    |                        |           |
| Plaats              | Naam               | Ploeg                  | Tijd      |
| Gele trui           | Adam Yates         | Mitchelton-Scott       | 34u44'52" |
| 2                   | Primož Roglič      | Team Jumbo-Visma       | + 3"      |
| 3                   | Guillaume Martin   | Cofidis                | + 9"      |
| 4                   | Romain Bardet      | AG2R La Mondiale       | + 11"     |
| 5                   | Egan Bernal        | Team INEOS Grenadiers  | + 13"     |
| 6                   | Nairo Quintana     | Arkéa Samsic           | z.t.      |
| 7                   | Miguel Ángel López | Astana Pro Team        | z.t.      |
| 8                   | Rigoberto Urán     | EF Education First     | z.t.      |
| 9                   | Tadej Pogačar      | UAE Team Emirates      | + 48"     |
| 10                  | Enric Mas          | Movistar Team          | + 1'00"   |
|                     |                    |                        |           |
| 14                  | Bauke Mollema      | Trek-Segafredo         | + 2'12"   |
| 34                  | Ben Hermans        | Israel Start-Up Nation | + 38'04"  |

## Opgaven
- William Bonnet (Groupama-FDJ), stapte af tijdens de etappe aan de gevolgen van een valpartij in de eerste etappe
- Lilian Calmejane (Total Direct Energie), stapte af tijdens de etappe vanwege het gebrek aan herstel na valpartijen in eerdere koersen
- Giacomo Nizzolo (NTT Pro Cycling), stapte af tijdens de etappe vanwege knieproblemen
- Diego Rosa (Arkéa Samsic), stapte af tijdens de etappe na een val in de afdaling van de Port de Balès

1e etappe ·
2e etappe ·
3e etappe ·
4e etappe ·
5e etappe ·
6e etappe ·
7e etappe ·
8e etappe ·
9e etappe ·
10e etappe ·
11e etappe ·
12e etappe ·
13e etappe ·
14e etappe ·
15e etappe ·
16e etappe ·
17e etappe ·
18e etappe ·
19e etappe ·
20e etappe ·
21e etappe
Startlijst · Eindstanden · Afbeeldingen